# Georg Swederus
Georg Swederus, född den 19 juli 1796 i Västerås, död den 8 juli 1888 i Stockholm, var en svensk skriftställare. Han var son till Magnus Swederus.

## Biografi
Swederus blev filosofie kandidat vid Uppsala universitet 1821 och ägnade sig därefter i Stockholm åt skriftställeri. Med särskilt intresse studerade han statshushållningen, i synnerhet fabriksväsendet, och stiftade 1831 Svenska industriföreningen, vars sekreterare han var till 1833, då en svår sjukdom hindrade honom att fullfölja sitt arbete. Åren 1834-1841 var han fabriksombudsman och företog 1841-1844 på allmän bekostnad en utrikes resa "i ändamål att forska efter de förhållanden, i hvilka det allmänna välståndet kommit till följd af näringsfrihetens införande". Efter sin hemkomst ägnade han sig uteslutande åt litterär verksamhet. Swederus promoverades 1871, enligt filosofiska fakultetens beslut, till filosofie jubeldoktor och erhöll 1881 en statspension om 1 200 kronor.
Hans skrifter, oberäknat en högst betydande mängd tidningsuppsatser och översättningar, behandlar företrädesvis historia, statshushållning och industriella ämnen samt uppgår till ett mycket stort antal. Bland dem kan nämnas Skandinaviens jagt, djurfänge och vildafvel jemte jagtlexicon (1832), Nyaste bondepraktika (1832-33; 3:e upplagan 1836), Näringsväsendet i Sverige år 1840 (1840), Om fattigväsendet (1847), Ungern och magyarerna, historisk skildring (1849), Sveriges krig och politik åren 1808-15 (1864-65), Handlexikon för svenska landthushållare (1869), Förteckning på källskrifter, användbara för Carl XIV Johans historia (1875), Konung Carl XIV Johans historia (I, 1877-78, ofullbordad) och Om fälttåget i Norge 1814 (1887).